# 費爾黑文 (馬里蘭州安妮阿倫德爾縣)
費爾黑文（英語：Fairhaven）是位於美國馬里蘭州安妮阿倫德爾縣的一個非建制地區。

## 地理
費爾黑文所處的海拔為高於海平面2米（即7英呎），而該地所採用的時區為UTC-5，即北美东部時區（EST）。同時該地設有夏令時間，為UTC-5調快一小時，即UTC-4（EDT）。